# Конагкенд
Конагкенд (азерб. Qonaqkənd) — посёлок городского типа в Губинском районе Азербайджана. В 1930 — 1959 годах — административный центр Конахкендского района, занимавшего южную часть территории современного Губинского района. Статус посёлка городского типа с 1964 года.

## География
Конагкенд расположен в Кавказских горах, на берегу реки Джимичай (приток реки Вельвеличай) в 46 км от районного центра города Губа и в 75 км от железнодорожной станции Хачмаз (на линии Сумгаит — Махачкала).

## Этимология названия
Ойконим конахкенд переводится с азербайджанского языка как «гостеприимное село». Происходит от конах (гость: азерб. qonaq).

## История
Предположительно предки современных татов переселялись в Закавказье во времена династии Сасанидов (III—VII вв. н. э.), которые для укрепления своих владений строили здесь города и основывали военные гарнизоны.
По сведениям «Камерального описания Кубинской провинции», составленном в 1831 году коллежским регистратором Хотяновским, в казённой деревне Конагкенд население состояло из суннитов, ведших оседлый образ жизни и занимавшихся выращиванием пшеницы и овцеводством.
В декабре 2021 года была заново открыта автомобильная дорога Конагкенд-Губа, имеющая важное значение для региона.

## Население
В селе проживают преимущественно таты. 
Материалы посемейных списков на 1886 год сообщают о татском селении Конаг-кендъ (363 дыма, 2359 жителей) II Кубинского участка Кубинского уезда Бакинской губернии.
Согласно сведениям Азербайджанской сельскохозяйственной переписи 1921 года в Конах-Кенде Кубинского уезда Азербайджанской ССР проживало 686 человек (139 хозяйств; 358 мужчин и 328 женщин), преобладающей национальностью являлись таты.
По данным издания «Административное деление АССР», подготовленного в 1933 году Управлением народно-хозяйственного учёта Азербайджанской ССР (АзНХУ), на 1 января 1933 года в Конахкенте проживало 1413 человек (295 хозяйств), из них 706 мужчин и 707 женщин. Население всего Конахкентского сельсовета (сёла Атуч и Хашы), центром которого являлся Конахкент состояло из татов — 56,6 % и тюрков (азербайджанцы) — 40,8 % .
В конце 1970-х годов в селе функционировали маслодельно-сыродельный завод, хлебозавод, ковровая фабрика, комбинат бытовых услуг. Имелись средняя школа, дом культуры, 3 библиотеки, больница, клуб и другие учреждения. Была возведена дамба длиной в 2 км для защиты от паводков.
По данным социолингвистических исследований проведённых в начале 2000-х годов, в посёлке также отмечаются азербайджанцы, будуги и лезгины.

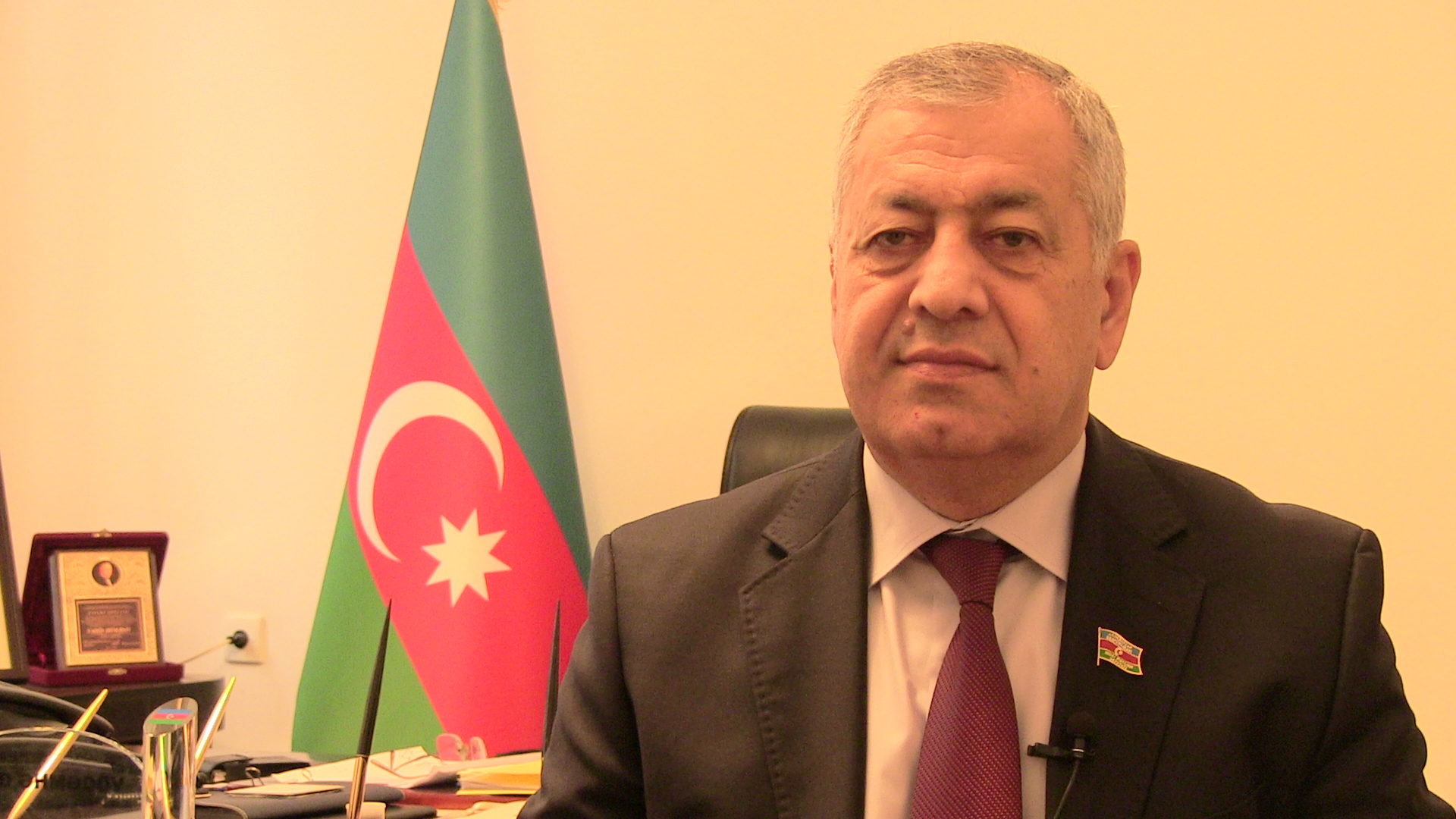
Вахид Ахмедов

### Известные уроженцы
Уроженцами села являются: азербайджанский политический и общественный деятель Вахид Ахмедов. Также военнослужащие азербайджанской армии, участники Второй Карабахской войны — Садиг Азаев, Орхан Омаров, Джалил Мамедов.
| 1970 | 1979 | 1989 | 2011 |
| ---- | ---- | ---- | ---- |
| 1585 | 1779 | 1457 | 1600 |

## Язык
Советско-российский лингвист А. Л. Грюнберг, совершивший в 1950-х годах экспедиционные поездки в районы расселения татов в Азербайджане, подчёркивал: «В населённых пунктах, расположенных на больших дорогах, таких как Конахкент, Афруджа, Хизы, Рустов, Гендаб, немало людей, для которых скорее можно назвать родным азербайджанский язык, чем татский».
Социолингвистические исследования, проведённые Международным летним Институтом лингвистики среди татского населения в северо-восточных районах Азербайджана, продемонстрировали, что в Конагкенде главенствующим языком общения для всех является азербайджанский, исключая пожилое поколение и нескольких представителей среднего поколения.
Татский язык, используемый в регионе относится к северным диалектам татского языка.